# 池田郵便局 (岐阜県)
池田郵便局（いけだゆうびんきょく）は、岐阜県揖斐郡池田町にある郵便局。民営化前の分類では集配特定郵便局であった。

## 概要
- 住所：〒503-2499 岐阜県揖斐郡池田町本郷1307-1

## 沿革
- 1882年（明治15年） - 本郷郵便局（五等）として開設[1]。
- 1885年（明治18年）10月1日 - 貯金取扱を開始。
- 1886年（明治19年）4月1日 - 池野郵便局に改称。
- 1890年（明治23年）8月16日 - 為替取扱を開始。
- 1909年（明治42年）10月1日 - 池田郵便局に改称。
- 1949年（昭和24年）9月1日 - 揖斐郡池田村から同郡本郷村へ移転[2]。
- 1950年（昭和25年）8月1日 - 温知郵便局に改称。
- 1955年（昭和30年）8月16日 - 池田郵便局に改称。
- 1966年（昭和41年）11月28日 - 池田町青柳から同町本郷へ移転。
- 1968年（昭和43年）5月25日 - 電話交換および和文電報配達業務を美濃池田電報電話局に移管。
- 2007年（平成19年）10月1日 - 民営化に伴い、併設された郵便事業岐阜支店池田集配センターに一部業務を移管。
- 2012年（平成24年）10月1日 - 日本郵便株式会社の発足に伴い、郵便事業岐阜支店池田集配センターを池田郵便局に統合。

## 取扱内容
- 郵便、印紙、ゆうパック、内容証明
- 貯金、為替、振替、振込、国際送金、国債
- 生命保険、バイク自賠責保険
- ゆうちょ銀行ATM
- 揖斐郡池田町内の集配業務

## 周辺
- 池田町役場
- 池田町中央公民館
- 池田町立温知小学校
- 国道417号

## アクセス
- 養老鉄道養老線 北池野駅から西へ150m（徒歩で約4分。駅のホームからはっきりと見える）。
- 駐車場あり：17台